# Wiazynka (rzeka)
Wiazynka (biał. Вязынка) – rzeka na Białorusi, w dorzeczu Wilii. 
W pobliżu wioski Radoszkowicze łączy się z Hujką, tworząc Rybaczankę.